# El sisè sentit
El sisè sentit (en anglès: The Sixth Sense) és una pel·lícula estatunidenca dirigida per M. Night Shyamalan estrenada el 1999, amb Bruce Willis i Haley Joel Osment com a protagonistes. Aquesta pel·lícula ha estat doblada al català tant a TV3 com a ÀPunt.

## Argument
Cole Sear, un noi de vuit anys, té un secret que el traumatitza: veu anar i venir persones mortes, de vegades agressives, que l'increpen. Aquest poder el tanca en una por continua i es nega a revelar-ho fins al dia que troba Malcolm Crowe, psiquiatre per a nens. Tots dos aniran a la recerca de l'origen d'aquesta estranya facultat, cosa que els portarà a una revelació molt inesperada...
La temptativa de comunicació amb el fantasma d'una noia, Kyra Collins, que va morir molt malalta, el porta a casa seva durant la seva vetlla fúnebre. Allà troba, seguint les seves indicacions, un vídeo que lliura al pare de la petita difunta i que revela que Kyra ha estat víctima d'una síndrome de Münchhausen i que la seva mare enverinava els seus aliments. Cole descobreix doncs que pot utilitzar el seu do amb fins positius i comença a viure menys atemorit.

## Repartiment
- Bruce Willis: Malcolm Crowe
- Haley Joel Osment: Cole Sear
- Olivia Williams: Anna Crowe
- Toni Collette: Lynn Sear
- Donnie Wahlberg: Vincent Grey
- Bruce Norris: Stanley Cunningham
- Trevor Morgan: Tommy Tammisimo
- Peter Tambakis: Darren
- Jeffrey Zubernis: Bobby
- M. Night Shyamalan: Dr. Hill
- Lisa Summerour: Senyoreta d'honor

## Nominacions
- Oscar a la millor pel·lícula
- Oscar al millor director
- Oscar al millor guió original
- Oscar al millor muntatge
- Oscar al millor actor secundari
- Oscar a la millor actriu secundària
- Globus d'Or al millor actor secundari per Haley Joel Osment
- Globus d'Or al millor guió per M. Night Shyamalan

## Al voltant de la pel·lícula
- Aquesta pel·lícula és el primer verdader èxit comercial, crítica i de públic de M. Night Shyamalan, la seva segona col·laboració amb els estudis Disney. Tanmateix, el director va trobar algunes dificultats en el projecte: quan David Vogel va llegir el guió de la pel·lícula, no va consultar amb els seus socis i va comprar el guió per 2 milions de dòlars, i després va comprometre Night pel rodatge. Però, quan els seus superiors se'n van assabentar, ho van desaprovar, i van vendre la pel·lícula als estudis Spyglass Entertainment, quedant-se una part dels beneficis.
- La pel·lícula es va fer amb un pressupost de 40 milions de dòlars, i va aconseguir uns ingressos de més de 670 milions a tot el món.[3]
- A la pel·lícula, es veu aparèixer en un moment donat un psiquiatre per a nens (qui orienta la mare de Cole cap a una assistenta social). La persona que encarna aquest psiquiatre no és altra que el director i guionista d'aquesta pel·lícula, M. Night Shyamalan, a qui agrada, com Alfred Hitchcock, sortir en algunes de les seves pel·lícules.